# Człowiek w żelaznej masce (film 1998)
Człowiek w żelaznej masce (ang. The Man in the Iron Mask) – amerykańsko-brytyjski film kostiumowo-przygodowy z 1998 roku. Scenariusz filmu oparto na powieści Alexandre’a Dumasa Wicehrabia de Bragelonne i legendzie o człowieku w żelaznej masce.

## Fabuła
Jest początek lat 60. XVII wieku. Król Ludwik XIV rządzi Francją w sposób despotyczny. Angażuje kraj w wojny, które rujnują skarb królewski. Prowadzi również rozrzutny, ekstrawagancki styl życia, jednocześnie skazując swój naród na głodowanie. Trzej muszkieterowie będący w stanie spoczynku, Aramis (zakonnik), Atos (wiedzie życie samotnika) i Portos (oddaje się zabawie), a także D’Artagnan (dowódca gwardzistów) znów łączą siły, by pomścić śmierć syna Atosa – Raoula, zabitego w wyniku podstępu uknutego przez Ludwika, który chciał uwieść jego narzeczoną. Mają zamiar uwolnić z Bastylii brata bliźniaka Ludwika XIV, Filipa, i posadzić go na tronie.

## Obsada
- Leonardo DiCaprio jako Ludwik XIV/Filip, brat bliźniak króla
- John Malkovich jako Atos
- Jeremy Irons jako Aramis
- Gérard Depardieu jako Portos
- Gabriel Byrne jako D’Artagnan
- Peter Sarsgaard jako Raoul, syn Atosa
- Judith Godrèche jako Christine, narzeczona Raoula
- Anne Parillaud jako Królowa Anna
- Edward Atterton jako porucznik Andre
- Hugh Laurie jako Pierre, doradca króla
- David Lowe jako doradca Ludwika XIV